# Bàng Tịch
Bàng Tịch (龐籍) (988–1063), tự Thuần Chi (醇之), quê Thành Vũ, Đan Châu (nay là huyện Thành Vũ, tỉnh Sơn Đông), là một viên quan trong triều đại Bắc Tống của Trung Quốc. Ông là Đồng trung thư môn hạ bình chương sự kiêm Chiêu Văn quán Đại học sĩ, giám tu quốc sử từ 1051 đến 1053 thời Tống Nhân Tông và chức Khu mật viện phó sứ triều vua Tống Chân Tông.
Bàng Tịch thi đỗ tiến sĩ năm 1015 để ra làm quan. Các danh thần nhà Tống như Địch Thanh, Tư Mã Quang được coi như môn đồ của ông. Ngoài ra, Bàng Tịch còn là bạn thân của Phạm Trọng Yêm và Hàn Kỳ, những người giữ chức vụ cao dưới thời Nhân Tông và có tiếng là hiền thần.
Bàng Tịch mất ngày 7 tháng 4 năm 1063, tức ngày 6 tháng 3 theo âm lịch năm Gia Hựu thứ 8. Con trai là Bàng Nguyên Anh. Cháu nội là Bàng Cung Tôn.